# Tűzifa

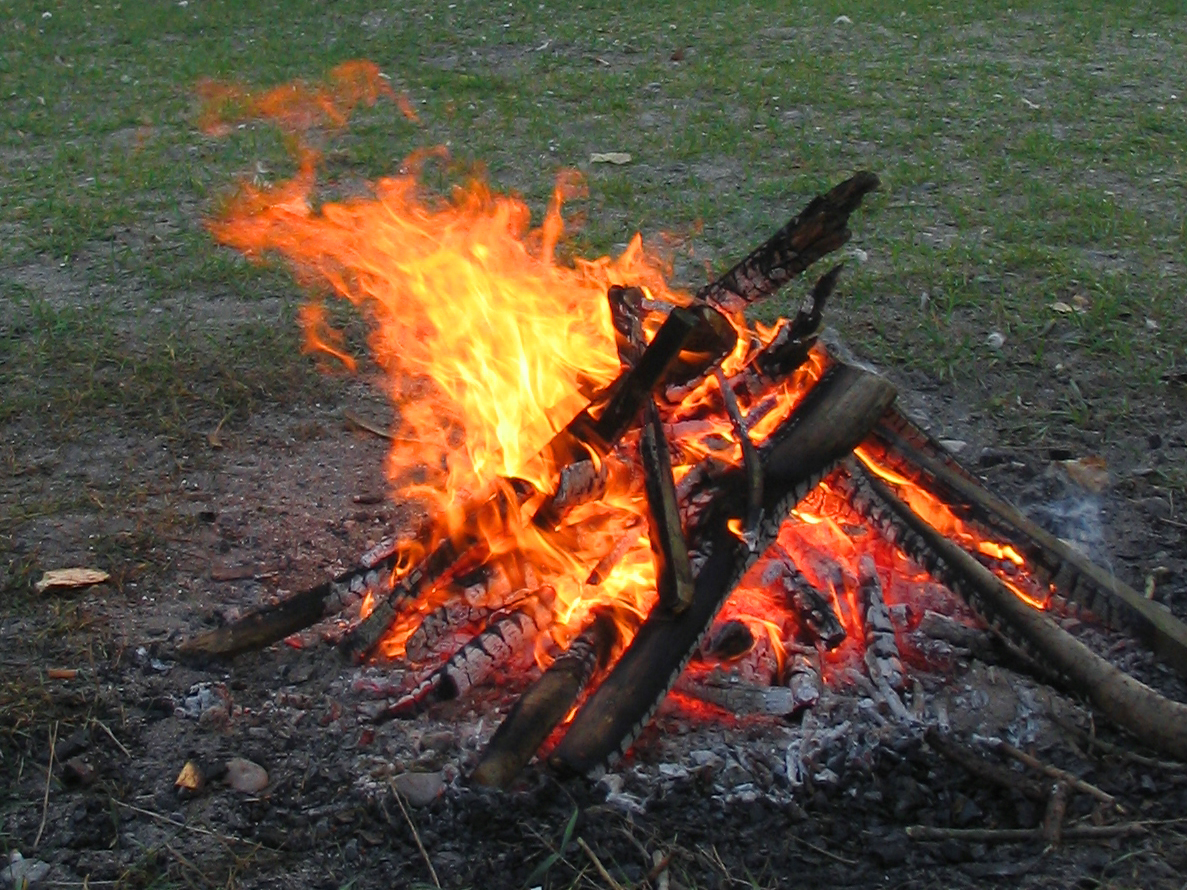
Tábortűz

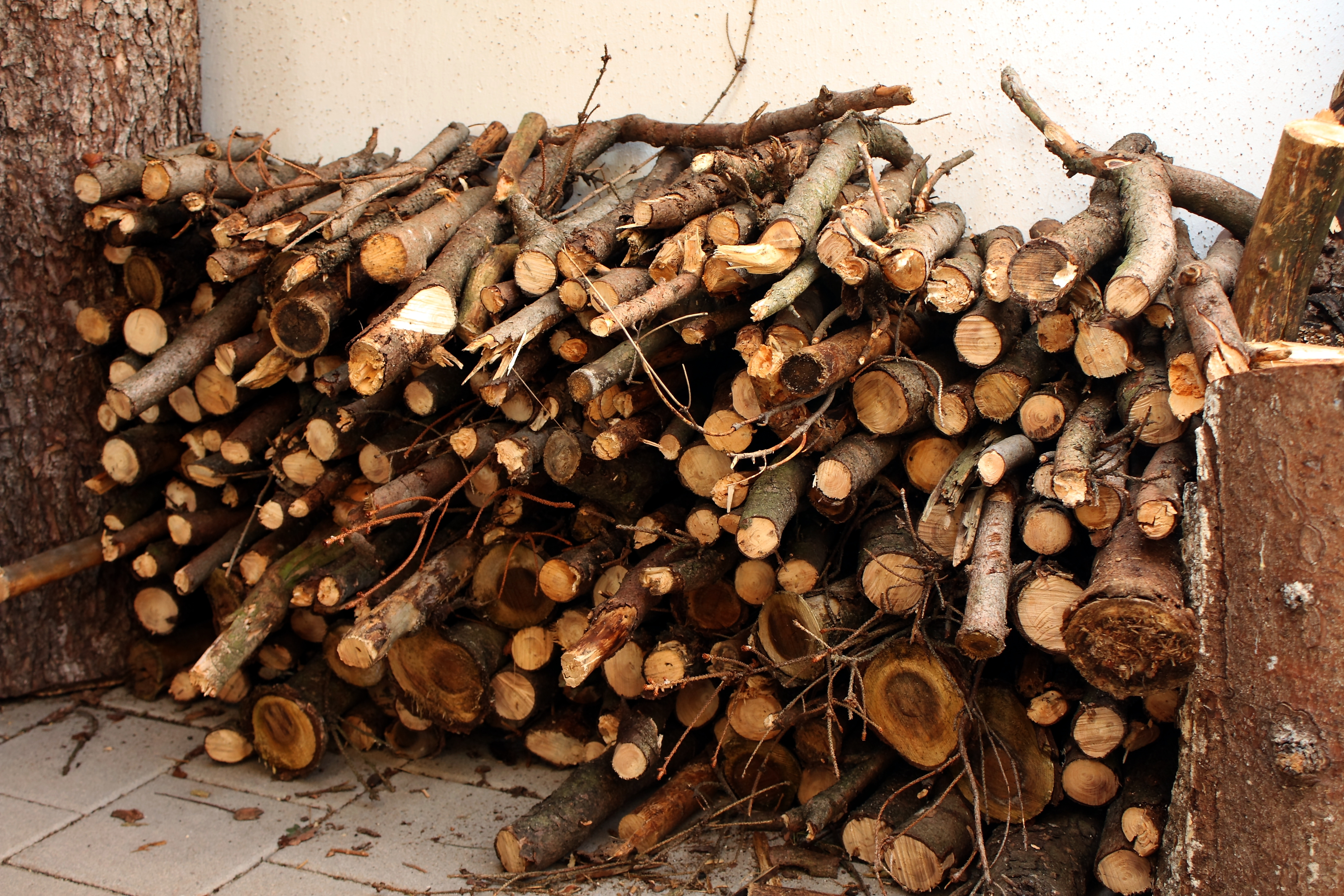
Tűzifa egy háztartásban

A tűzifa a tüzelőanyagként felhasznált fa egyik formája. A fa többféleképpen használható fel tüzelésre, közismert a faszén ill. égetett szén, forgács, brikett, pellet vagy fűrészpor formában történő felhasználás, azonban a tűzifa egy nem túlságosan feldolgozott állapotban történő felhasználást jelent. A tűzifa megjelenésében felismerhető a fa eredeti tönkjének vagy ágainak formája. A fát az emberiség több ezer éve használja tüzelőanyagként. A tűzifa nagy jelentősége, hogy megújuló energiaforrás.
A Pallas nagy lexikona szerint: a tűzifa „a fának a műfa feldolgozása után fennmaradó része. A tűzifa-darabok az állami erdőkben, de nagyrészt a magán erdőkben is 1 méter hosszúak és mennyiségük megállapítása végett többnyire az alábbiak szerint válogatva űrméterekbe rakják; a gyengébb darabokat néha kévékbe is kötik. Vastagság és alak szempontjából megkülönböztetünk: hasábfát, dorongfát, gallyfát és rőzsefát, tuskófát, mely az utóbbi alatt a tuskók és gyökereknek megfelelően apróra hasogatott fáját értjük.”
A fák lombjukkal napenergiát kötnek le és halmoznak fel a faanyagban. Ezt meggyújtva ismét energiává változik vissza. A kályha forró tüzében a fa 85%-a gázzá, 15%-a szénné alakul. Valójában ezek égnek el, ha egyáltalán elégnek. A hagyományos kályhákból ugyanis rengeteg el nem égett fagáz távozik kihasználatlanul a kéményen át, amely szennyezi a levegőt.

## Forgalmazása Magyarországon

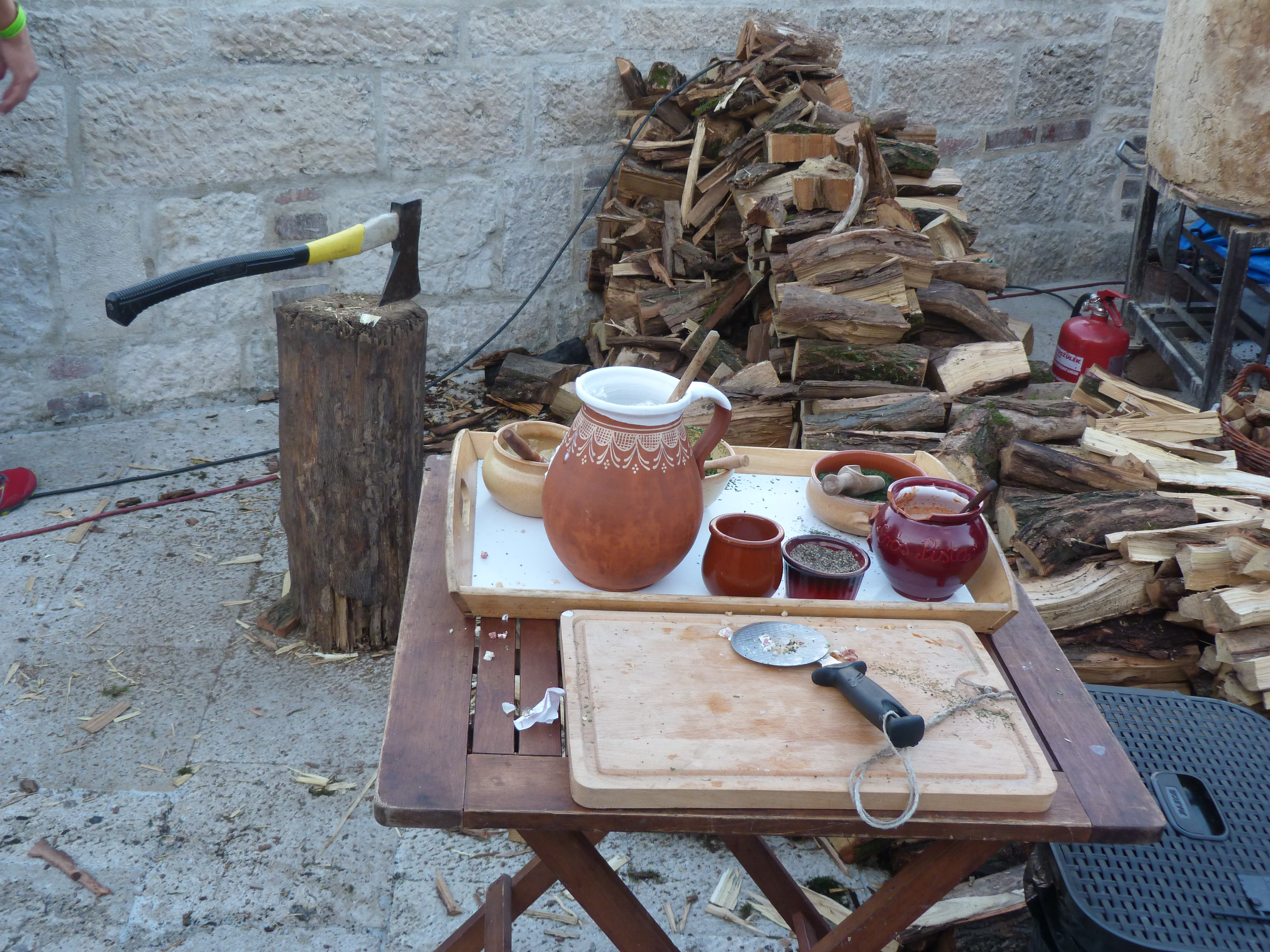
Tűzifa hússütéshez

A tűzifa forgalmazásában megkülönböztetnek lakossági tűzifa és kereskedelmi tűzifa kategóriákat, ami csak a mennyiségben különbözik egymástól – a kereskedelmi tűzifának van egy minimum mennyisége –, tehát ez nem igazi típuskategória. A tűzifát forgalmazzák kaloda nélkül és kalodában. A forgalmazók által használt mértékegységek a mázsa (q), kilogramm, térfogat szerint a köbméter (m³) – ennek különböző szorzókkal ellátott származtatott mértékegységeit a Fapiaci térfogat mértékegységek és váltószámok fejezet taglalja.
A tűzifa leggyakoribb fafajtái: akác, bükk, gyertyán, tölgy, éger, kőris. Egyéb fajok, pl. gyümölcsfák is alkalmasak tűzifának, ezek is megjelennek a forgalomban.

## Faanyag kereskedelmi lánc hatósági felügyelete
Magyarországon 2016. július 1-je óta a fatermékek forgalmazása – az Európai Unió előírásainak megfelelően – szigorú feltételek mellett történhet. A faanyag kereskedelmi lánc felügyeletére kijelölt hatáskörrel rendelkező hatóság a Nemzeti Élelmiszerlánc-biztonsági Hivatal (NÉBIH), ezáltal a hazai tűzifa kereskedelem ellenőrzését is a NÉBIH végzi.
A hatályos jogszabályi előírások szerint tűzifa értékesítéskor az eladónak fogyasztó részére történő értékesítés esetén – pénzügyi bizonylat és a szállítást kötelezően kísérő szállítójegy mellett – tűzifavásárlói tájékoztatót is át kell adnia a vásárlónak.

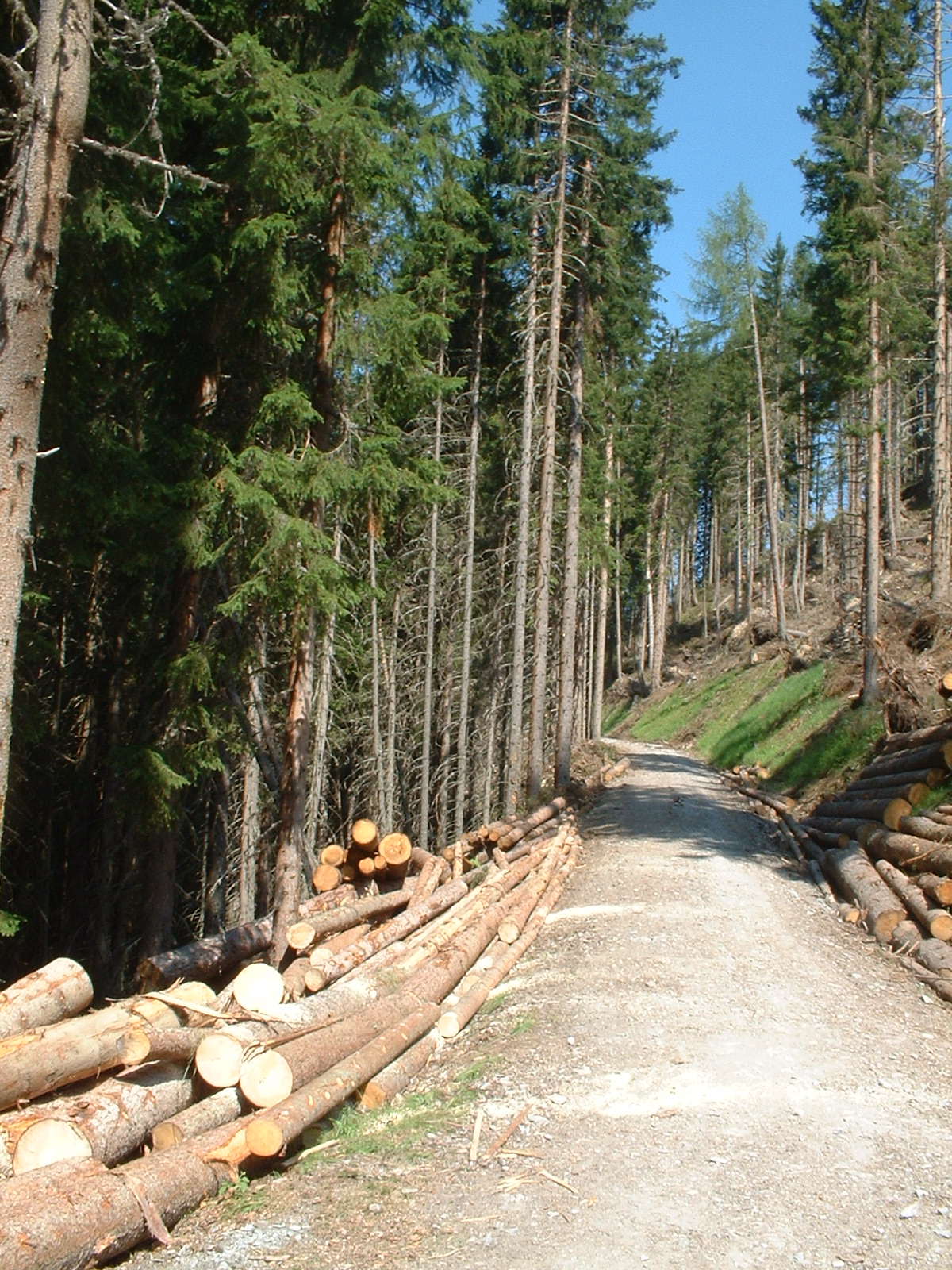
fakitermelés

A NÉBIH EUTR szakemberei összeállítottak egy kérdésgyűjteményt, amelynek segítségével a vásárlók elejét vehetik az őket sújtó visszaéléseknek.
Ha úgy érzi, vagy azt tapasztalja, hogy megtévesztés áldozata lett és az eladó nem hajlandó egyeztetésre, őrizze meg az eladótól kapott bizonylatokat és írja meg panaszát a NÉBIH-nek (eutr@nebih.gov.hu), de javasolt értesíteni a fogyasztóvédelmi hatóságot is!

## Tudatos tűzifavásárlói magatartás elemei
1. Lehetőleg a nyár elején vegye meg tűzifáját!
2. Ha van rá lehetősége, már előző nyáron vegye meg tüzelőjét!
3. A kínált, de az Ön számára ismeretlen fafajú tüzelőnek nézzen utána, kérje szakember segítségét.
4. Ha teheti, inkább köbméterben mérve, térfogatra vegye a tüzelőt, így könnyebben ellenőrizhető a mennyisége, a fa víztartalma pedig nem befolyásolja a megvett mennyiséget!
5. Ha tömegre vásárol tűzifát, figyeljen oda, hogy csak hitelesített mérlegen mért, mérlegjegy, vagy más, mérlegelést hitelesítő dokumentum alapján kiállított számla birtokában fizessen.
6. Csak olyan legálisan működő értékesítőtől vásároljon, aki/amely hirdetésében feltünteti EUTR technikai azonosító számát vagy erdőgazdálkodói kódját, szállításkor pedig a termékre vonatkozó adatokkal ellátott szállítójegyet és tűzifavásárlási tájékoztatót is biztosít.
7. Győződjön meg az adott tűzifa egységcsomag tényleges faanyagtartalmáról és annak egységárát hasonlítsa össze más kereskedők által kínált hasonló termékek árával.
8. Takarással védje a tüzelőjét a csapadéktól, de oldalról hagyja szellőzni!
9. Ha száraz fával fűt, akár 30%-ot is spórolhat!

## Fapiaci térfogat-mértékegységek és váltószámok
Fontos leszögezni, hogy a fa térfogatának egyetlen hiteles mértékegysége van, és az a köbméter (m3)! Ez egy 1 méter élhosszúságú (1×1×1 m) tömör fakocka térfogata.

### Méteres tűzifa esetében alkalmazott mértékegységek
A sarang a kivágott fák törzs- és ágrészeinek rendezett formában történő rakásolását, felhalmozását jelenti. A sarang közel azonos, jellemzően 1 méter szélességben, egymással párhuzamosan és szorosan elhelyezett fadarabokból álló rakat, amelyet úgy raknak össze, hogy magassága az egész tetősíkban közel azonos, határoló síkjai pedig közel vízszintesek, ill. függőlegesek.
- Űrméter: (rövidítve: űrm, helytelenül űrköbméternek vagy üzemi köbméternek is nevezve): Az 1 méter hosszú, 1 méter széles és 1 méter magas (1×1×1 m) befoglaló méretű vastag tűzifából álló sarang az 1 űrméter. Ez a mennyiség azonban nem ad 1 köbméternyi faanyagot, a benne lévő famennyiség: 1 űrm = 0,57 m3.
- Köbméter (helytelenül erdei köbméternek, erdészeti köbméternek, erdész köbméternek is nevezve): Mivel a sarangban a fadarabok nem illeszkednek tömören egymáshoz, ahhoz, hogy tömör köbmétert (m3) kapjunk, váltószámot kell használnunk. Általánosan elfogadott, hogy vastag tűzifából az 1 méter hosszú, 1 méter széles és 1,7 méter magas (1×1×1,7 m) befoglaló méretű sarang egyezik meg 1 köbméterrel. Vékony tűzifából az 1 méter hosszú, 1 méter széles és 2,5 méter magas sarang ad ki 1 köbmétert, ha 8 cm csúcsátmérőig kerül bele faanyag. 5 cm csúcsátmérő alatti fadarabok esetén a 2 méter hosszú, 1 méter széles és 1,7 méter magas sarang jelent 1 köbmétert. Bár az, hogy hány űrméter ad ki egy tömör köbmétert, függ az adott sarangban levő fák átlagos átmérőjétől, görbeségétől, göcsösségétől is.

### Konyhakész tűzifa esetében alkalmazott mértékegységek
- szórt űrméter: azt jelenti, hogy egy 1 méter × 1 méter × 1 méteres ládába, vagy más fajta tárolóba az adott méretű és fafajú hasábok ömlesztve vannak beleszórva. A mennyiséget a keletkezett hézagokkal együtt 1 szórt űrméterként értelmezzük. A szórt űrméter átváltása: az 1 méter hosszú, 1 méter széles és 2 méter magas (1×1×2 m) halom ad ki 1 m3-t. A hasáb alaktól természetesen lehet eltérés, de az a lényeg, hogy az alakzat által befoglalt térfogat a fa és a közte lévő levegővel együtt gyakorlatilag 2 m3-t tesz ki.
- Rakott űrméter (kalodánál): azt jelenti, hogy egy 1 m × 1 m × 1 m-es ládába (kalodába) a fahasábok rendezett formában, a lehető legkisebb hézagtartalommal vannak belerakva. A mennyiséget a keletkezett hézagokkal együtt 1 rakott űrméterként értelmezzük. Mivel a darabolt, hasított fát szorosabbra össze lehet rakni, mint a méteres rönköket az erdőn, ezért rakott űrméterből elegendő az 1 méter hosszú, 1 méter széles és 1,4 méter magas (1×1×1,4 m) rakat az 1 m3-hez.

Ömlesztett kalodás vagy hálós csomagolású fa: Ez minden esetben hengeralakú, és igyekeznek az eladók 1 tömör köbméternek megfelelő egységcsomagokat árusítani. Ennek például egy 1,2 m átmérőjű 1,8 m magas henger felel meg. Erről a henger térfogat számítási képletét felhasználva győződhetünk meg: (d2·π·m)/4, ahol d az alapterület átmérője, m pedig a henger magassága. Ez kiadja a hálós fa szórt űrméterét, melyből könnyen megállapíthatjuk a tiszta köbtartalmat.
Ez az előbbi példa alapján {\displaystyle \mathrm {{1{,}2\ m\cdot 1{,}2\ m\cdot \pi \cdot 1{,}8\ m} \over {4}} } = 2,03 szórt űrméter, ami 1,01 tömör m3.

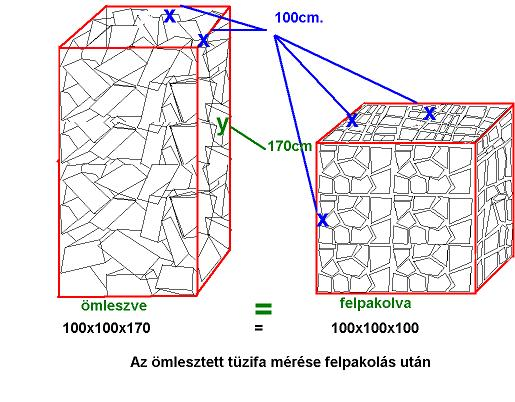
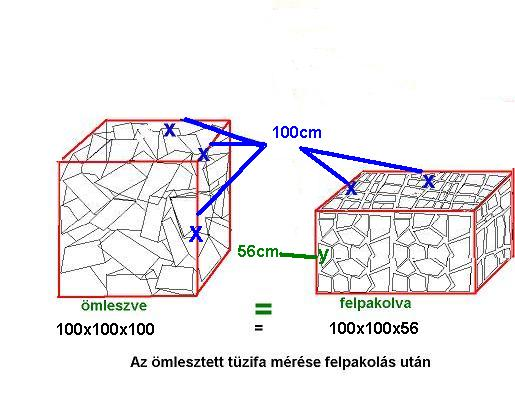
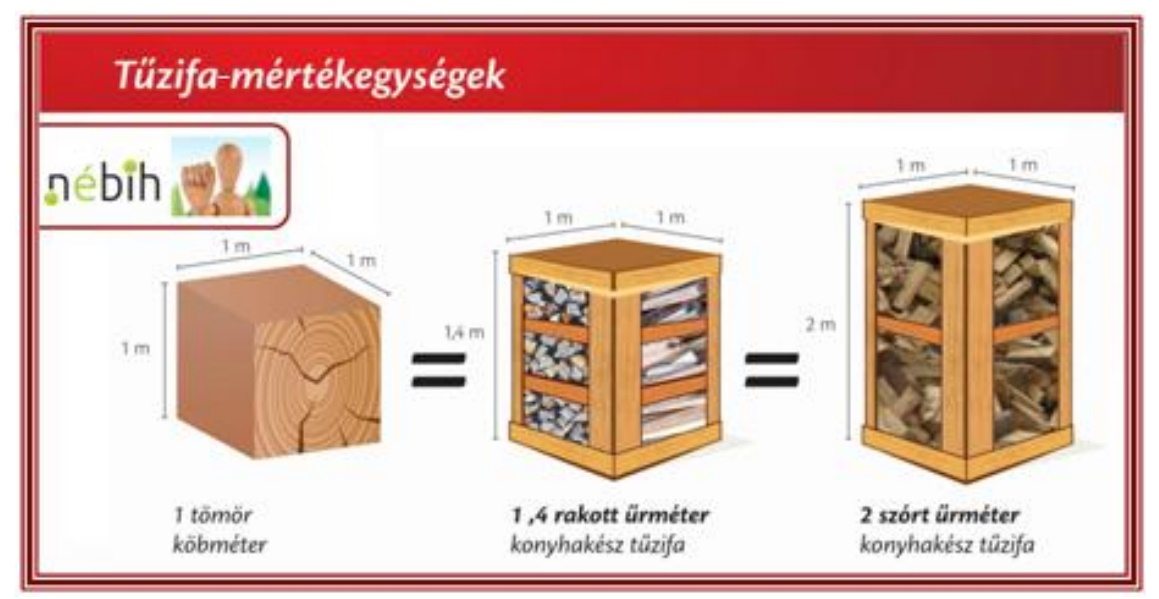

## Fordítás
Ez a szócikk részben vagy egészben  a   Firewood című angol Wikipédia-szócikk ezen változatának fordításán alapul.  Az eredeti cikk szerkesztőit annak laptörténete sorolja fel. Ez a jelzés csupán a megfogalmazás eredetét és a szerzői jogokat jelzi, nem szolgál a cikkben szereplő információk forrásmegjelöléseként.